# Sphallenum tuberosum
Sphallenum tuberosum là một loài bọ cánh cứng trong họ Cerambycidae.